# エド・はるみ
エド・はるみ（1964年〈昭和39年〉5月14日 - ）は、日本の女性タレントで、女優、お笑い芸人、YouTuber、研究者である。
吉本興業東京本社（東京吉本）所属。41歳でお笑い養成所に入学し、44歳で大ブレイクを果たした。バラエティ番組などで「○○グゥ〜」のネタで知られている。
2023年4月、筑波大学大学院人間総合科学研究群デザイン学学位プログラム博士後期課程に入学し在学中。日本デザイン学会、日本感性工学会、日本シミュレーション＆ゲーミング学会、国際P2M学会、日本ポジティブサイコロジー医学会、日本創造学会所属。

## 経歴
明治大学文学部文学科演劇学専攻卒業。
1981年、高校2年生（17歳）の時にオーディションに合格し、森田芳光監督「の・ようなもの」で映画デビュー。
1988年に円・演劇研究所を卒業して以降、舞台などで一人芝居を続けながらCM,映画,ドラマなどに出演。Microsoft Office Trainer（MOT）の資格を取り、コンピューターインストラクターとマナー講師の仕事もしていた。
1990年、NHKドラマ「真夜中のテニス」で初のレギュラー出演。
2004年から2005年頃にかけて、本人曰く「ふつふつと湧き上がる笑いに対する情熱を抑えきれず」に表現の方向を転換してお笑い芸人を志す。事務所に所属していないアマチュアとして芸人コンクールのR-1ぐらんぷり2005に出場するも、2回戦で敗退。その後、本格的にお笑いの勉強をするため、吉本興業の養成学校であるNSC東京、11期生の最年長で入学する。入学時の挨拶は「年齢や経験は忘れて、一からの気持ちで頑張ります」と教室の常に最前列で授業を受け2006年4月に皆勤賞で卒業し、5月17日に東京都新宿区のルミネtheよしもとで芸人デビューをした。
NSC東京卒業から3か月後の2006年7月22日、『エンタの神様』に地上波のテレビ番組初出演する。同番組では「木村陽子」（風貌が似ている木村優子のパロディ）名義で3回出演したが（同名義でのドラマ出演もある）、ここではブレイクせず、2008年2月23日放送分以降の出演では、同番組限定の芸名ではなく「エド・はるみ」で出演した。
2008年2月17日フジテレビ系で放送された『一瞬で笑えるネタ祭爆笑レッドカーペット祝1周年記念特別企画史上最高56組が大集結笑いっぱなしの3時間新ネタ新キャラ新芸人続々登場スペシャル!』で優勝。
2008年7月期のTBS系ドラマ『Tomorrow〜陽はまたのぼる〜』に女優として連続ドラマにレギュラー出演し、看護師長役を演じた。
雑誌のインタビューや自身のブログにおいて、『24時間テレビ』のチャリティーマラソンランナーに選出されることを夢見て、6年前から毎日10kmランニングを続けていることを明かしていた。2008年6月19日放送の『ズームイン!!SUPER』の中で、前年のランナー・萩本欽一からマラソンランナーに決定したことが直接本人に発表されて実現した。2008年8月30日 - 31日に放送された同番組内では、当時女性ランナーの走行距離としては歴代最長となる113キロメートルを完走した。
2009年3月に東京マラソンを完走した。
2010年10月10日に一般人男性と婚姻届を提出する。
2013年11月22日放送分のTBS系『中居正広の金曜日のスマたちへ』において、不妊治療に専念するため、年内いっぱいで社交ダンスの企画から降板することが発表された。その際「私は今年49歳になる」と告白したことから、1964年生まれであることが明らかになった。
2014年8月8日に運転する乗用車とバイクが接触し、バイクに乗っていた男性会社員が軽傷を負った。エドはブログで事故の件を謝罪した。
2014年、日本漢字能力検定2級合格。
2014年10月2日、一部週刊誌の記事及びインターネット上で展開されている事実無根の誹謗中傷のコメントに対して、法的手続きの対応を開始した。2009年以降から5年間に渡って誹謗中傷行為が繰り返されており、精神的苦痛が続いていた。担当弁護士はブログで「タレントであるとの一事をもっていかなる誹謗中傷に対しても、忍従しなければならないということにはなりえません」「言論の自由はあるが言論には当然に責任を伴います」と発言している。「このようなことが続けば、今後は法的手段も辞さない」と弁護士事務所から発表した。（その後、誹謗中傷は収束。裁判は起こしていない。）
2015年、慶應義塾大学大学院の修士課程に合格。システムデザイン・マネジメント研究科 (Graduate School of System Design and Management, SDM）でコミュニケーションについて研究し、2018年3月に同修士課程を修了し修士号を授与された。
2019年5月、ハワイ・ホノルルトライアスロン（ハーフ）初出場・完走。
2019年12月、片岡鶴太郎主催公演「鶴やしき」にて古典落語「まんじゅうこわい」を初披露。
2019年、第104回二科展絵画部門に初出品で入選（作品名｢喜(よろこび)」）。
2021年、第105回 二科展絵画部門に入選（作品名｢Life〜母から始まる物語〜」）。
2022年10月、原作/ゲームデザインを手がけたカードゲーム「シンパサイズ」でグッドデザイン賞を受賞。
2024年11月20-22日に台湾で開催された、The 2024 International Conference on Kansei Engineering and Emotion Research (KEER2024)において、英語で研究内容「シンパサイズ」について、ポスター発表をした。

## 所属学会
研究者として、以下の学会に所属している。
L所属学会（五十音順）
- 国際P2M学会
- 日本感性工学会
- 日本シミュレーション&ゲーミング学会
- 日本創造学会（評議員）
- 日本デザイン学会
- 日本ポジティブサイコロジー医学会

## 人物
- 芸名の由来は、エド・サリバンへの憧れと、カタカナを混ぜた無国籍な印象を持たせたいという意味から名付けた[23]。
- 2011年10月20日、約半年に渡る運動や食事療法を用いたダイエット企画の結果、約15kg減量に成功。目標体重の44.8kgになった旨をブログで公表した[24][25]。しかしその後リバウンドをしてしまい、2016年末に計測した際は63.3kgだった。再び減量に努めるべく、スポーツクラブのRIZAPに入会。パーソナルトレーナーの指導を受けて約5ヶ月トレーニングに励んだ結果、18kgの減量に成功、体重は45kgになった。この成果はRIZAPのCMとして放映される[26]。
- 2011年12月6日、インターネット配信番組「よしログ」にて、本人の口から実年齢が公表された[27]。

## 芸風
レディーススーツに黒縁眼鏡の出で立ちで現れ、親指を突き立てて「グ〜」と奇声をあげるギャグが知られる。
コントの終盤では「ダンスタイムでーす！」っと言って服を脱ぎ、BGM（ザ・ナック『マイ・シャローナ』のインストゥルメンタルヴァージョン）に合わせて「グーグーダンス」を踊る。最後は「グ〜」を素早く連発して1回転した後に「コォー!」と喉を鳴らし、同時に両腕でL字ポーズをとって締める。
なお、この「グ〜」は次第にブレイクし、2008年の流行語大賞を受賞した。
「グ〜」は英語の「good」が元の言葉で、本人の披露する、カチンとくるフレーズを言われたときの対処法を講義するネタを由来としている。悪口に切り返しながら相手を「グ〜（good）」と称える台詞で、「プラスの言葉」だと本人は述べている。英会話レッスンの映像によく見られる、講師が生徒を「Good!」と褒める言葉が下敷きとなっている。また、締めの「コォー！」は「グ～」の最上級に当たる言葉で、「グ〜」が極限に至ると「コォー！」になる。
他のギャグとしては、「ババア!」と罵られたとき、「ババア?お子ちゃまね～、オッパイ飲みたいの!」と言いながら乳房をもむというものがある。

## 出演

### バラエティ ほか
レギュラー
- 全快はつらつコメディ お笑いドクター24時!!（2010年4月4日 - 2011年4月3日、朝日放送） - 花月総合病院・産婦人科医 役・スナック「はるみ」のママ 役
- 地元応援バラエティ このへん!!トラベラー（2009年5月 - 2012年9月24日、福岡放送）
- おもいッきりDON!（2009年4月3日 - 9月25日、日本テレビ） - 第2部金曜日レギュラー
- 人生もっと満喫アワー トキめけ!ウィークワンダー（2008年10月 - 2009年2月、フジテレビ）
- ラジかるッ（2008年3月14日・2008年4月 - 2009年3月、日本テレビ）
- マラソン（2007年4月 - 6月、テレビ神奈川） - シーズン1
- 西川きよしのご縁です!（東海テレビ） - 不定期出演
- どうする?東京（2010年10月 - 2011年、TOKYO MX）
- やまがた発!旅の見聞録（2012年4月 - 2013年3月、(山形放送とテレ玉)の共同制作番組）

ネタ出演
- エンタの神様（日本テレビ）初期は木村陽子として出演
  - キャッチコピーは「気鋭の面白（パロディ）キャスター」→「ベリーグッドなダンシンgood（ダンシング）」→「ベリーgoodなアラフォー芸人」
- やりすぎコージー（2006年9月、テレビ東京）
- ヨシモト∞（ヨシモトファンダンゴTV） - 不定期出演
- 笑いの花道（2006年11月、テレビ東京）
- アパッチナイトフジ（2007年3月、フジテレビ）
- 爆笑レッドカーペット（フジテレビ）
  - キャッチコピーは「芸歴2年でも貫禄はグゥー」→「今宵あなたとダンシングー」2008年2月17日放送でレッドカーペット賞を受賞。コラボカーペットでいとうあさこと共演。

他多数

### テレビドラマ
- 土曜ドラマ・夕陽をあびて（1989年10月14日、NHK総合） - 旅行会社の受付嬢 役 客役は大滝秀治
- 木曜ゴールデンドラマ・おっと、あぶない（1990年8月23日、読売テレビ） 主演は渡辺徹
- ドラマ10・旅のはじまり（1990年8月 - 9月、NHK総合） 主演は萩原健一
- 日曜劇場・Tomorrow〜陽はまたのぼる〜（2008年7月 - 9月、TBSテレビ） - 原田和子 役
- 炎神戦隊ゴーオンジャー27話（2008年8月、テレビ朝日） - 害気目蛮機獣ダウジングバンキ（声） 役
- 金曜プレステージ・恋を捨て夢に駆けた女〜エド・はるみ物語〜（2008年11月7日、フジテレビ） - 主演・本人 役（劇中では「田所晴海」という役名）
- 連続ドラマ小説 木下部長とボク（2010年3月18日、読売テレビ） - 伊集院桜 役
- 木曜劇場・GOLD（2010年7月 - 9月、フジテレビ） - 丹羽聖子 役
- Friday Break・シマシマ 第6話（2011年5月20日、TBSテレビ） - 桃瀬麗子 役
- さんすう刑事ゼロ 第14話（2013年11月18日、NHK Eテレ） - 坪根たか子 役
- 木曜ドラマ・慰謝料弁護士〜あなたの涙、お金に変えましょう〜 第8話（2014年2月27日、読売テレビ） - 東海林明子 役
- 土曜ドラマ・ロング・グッドバイ 第2話（2014年4月26日、NHK総合） - 看護師 役
- 碧の海〜LONG SUMMER〜（2014年6月 - 8月、東海テレビ） - 平良文子 役
- 月曜ミステリーシアター・警部補・杉山真太郎〜吉祥寺署事件ファイル 第2話（2015年1月19日、TBSテレビ） - 講師 役
- サチのお寺ごはん（2017年7月 - 9月、地方局7局による共同制作） - 元木圭子 役
- 一橋桐子の犯罪日記 第3話（2022年10月22日、NHK総合） - ツアー主催者 役

### テレビアニメ
- ヤッターマン27話（2008年12月8日、ytv） - 本人およびエドハルミヨン 役
  - 劇中ではドロンボー側に協力しておりこの回のメカの動力源となった。その他コントのネタも使われた。

### テレビショッピング
- ワコール ウエルネスタイム（2010年2月、地上波民放局・CS）
- イイものショッピングゥ～!（地上波民放局・BS）共演：松岡きっこ、橋本志穂、中野珠子

### ラジオ
- 上柳昌彦 ごごばん!（2010年10月4日 - 2012年3月30日・2012年5月7日 - 2012年10月5日、ニッポン放送）
  - 13時台コーナー「エド・はるみの化粧品専門店はチャーミングゥ〜!」→「エド・はるみのわたしにプラス〜夢をかなえるカウンセリング〜」のリポーター

### 舞台
- 劇団円公演『カンガルー』（1987年）
- 『藍の城』（1988年 赤坂プレイボックス）
- 『わらわは、わらばんし』（1989年 SEIBUスタジオ）
- 『勢者の行進』（1989年 銀座小劇場）
- 『夜の俯瞰図』（1989年 安田生命ギャラリー）
- 『不思議の国のアリス』（1990年 パモス青芸館）
- 一人芝居「箱入り女」 (1991年4月17日〜18日 新宿ビプランシアター)
- 『佐久間一行 単独ライブ』（2006年4月）
- 『よしもと春のピン祭り〜次に来るピン芸人は誰だ!?〜』（2006年5月）
- ルミネtheよしもと『5じ6じ』（2006年5月）
- 吉本若手ライブ『吉本新人計画』（2006年6月 - 現在）
- 『第5回プリンスofプリンス』（2006年8月）
- 『若月 単独ライブ〜FAMILY〜』（2006年8月）
- 『ハイキングウォーキング単独ライブ〜伽羅百烈拳/Qちゃん劇団〜』（2006年8月）
- 『吉本NEXT GENERATION〜一夜限りのユニット・コント〜』（2006年10月）
- ルミネtheよしもと『怒涛の新ネタコント20連発!!!!!!!』（2006年10月）
- ルミネtheよしもと『怒涛の新ネタ漫才漫談20連発!!!!!!!』（2006年11月）
- 『ハイキングウォーキング単独ライブ〜伽羅百烈拳/Qちゃん劇団〜』（2006年12月）
- 『第1回ピンゲキ公演〜月の見える店〜』（2007年1月）
- ルミネtheよしもと『1じ3じ〜ガレッジセール〜スペシャルコント』（2007年2月 - 現在）
- 『島田洋七杯〜がばい新人グランプリ〜』（2007年4月）
- YOSHIMOTO PRESENTS『LIVE STAND 07/AGE-MON STAGE』（2007年4月29日）
- ルミネtheよしもと『怒涛の新ネタ20連発!!!!!!!』（2007年5月）
- YOSHIMOTO PRESENTS『LIVE STAND 08/AGE-MON STAGE』（2008年4月27・29日）
- YOSHIMOTO PRESENTS『LIVE STAND 08 OSAKA/CONA-MON STAGE、KAWAKI-MON STAGE』（2008年11月22・23日）
- YOSHIMOTO PRESENTS『LIVE STAND 09/AGE-MON STAGE』（2009年7月18日）
- 『輝け! 主婦バンド FOUR RIVERS スモーク・オン・ザ・ウォーター2009』（東京公演・2009年11月7日 - 11月15日、名古屋・富山・大阪でも公演） - 井口美恵子 役

### ナレーション
- 爆笑レッドカーペット（フジテレビ） - 出演者のドラマの告知
- 浪漫スペシャルズ（2006年12月）
- ヨシモトファンダンゴTV番組宣伝（2006年6月 - ）
- 新宿ルミネtheよしもと CM（2006年6月 - 現在）
- ヨシモトファンダンゴTV『いただき∞』（2007年1月 - ）
- オビラジR（TBS、2007年1月）
- ルミネtheよしもと『レイザーラモン単独ライブ』（2007年2月）
- YOSHIMOTO PREZENTS『LIVE STAND 07』大ビジョン用CM（2007年4月）

### ブロードバンド
- 『よしもと流明るくネット〜日替わりギャグ〜』（2006年10月）
- casTYひかり荘 ゲスト出演『水野しげゆき配信』（2006年4月・9月）
- casTYひかり荘 出演『"若"ギャグ オムニバス』（2006年10月）
- casTYひかり荘 出演『チョロQでカーリング!!』（2007年1月）
- casTYひかり荘 出演『黒ひげ危機一髪!!』（2007年3月）
- casTYひかり荘 ”アソビスタイル”『黒ひげ危機一髪"エド流作法"』（2007年3月）
- casTYひかり荘 ”アソビスタイル”『チョロQ"エド流作法"』（2007年4月）

### 雑誌 他
- 読売新聞-エンターテイメント欄-（2006年5月22日号）
- サイゾー（2006年7月号）
- FLASH（2006年8月15日号）
- フライデー (雑誌)（2006年12月29日号）

### 映画
- の・ようなもの（1981年、森田芳光監督） - 女子高生 役
- キネマの天地（1986年、山田洋次監督）
- 男はつらいよ 幸福の青い鳥（1986年、山田洋次監督）
- くまちゃん（1992年、小中和哉監督） - ジェイブの客 役
- 劇場版MAJOR メジャー 友情の一球（2008年、加戸誉夫監督） - 本人及び場内ウグイス嬢 役 ※声優として出演
- 映画 プリキュアオールスターズDX みんなともだちっ☆奇跡の全員大集合!（2009年、大塚隆史監督） - ダンスコンテストの司会者 役 ※声優として出演

### CM
- 小岩井乳業・ギフトセット（1994年）
- フジテレビジョン「お台場学園文化祭」（2008年）
- アスミック・エース「映画 カンフー・パンダ」(2008年）
- エイチ・アイ・エス（2008年5月 - ）
- 任天堂「Wii」 テレビの友チャンネル・エンタの神様（2008年）
- P&G・ハーバルエッセンス
- アイディーオー証券
- サッポロビール・北海道生搾りみがき麦
- ロート製薬・ロートビタ40α、ロートクール40α
- 国土交通省 自動車点検整備推進協議会・自動車点検整備推進運動
- リプトン・フレーバーティー（2008年10月 - ）
- オデッセイコミュニケーションズ マイクロソフト認定資格（2008年10月 - ）
- ハウス食品「カレー鍋つゆ 主婦バンド篇、主婦バンド登場告知篇」 - 出演舞台『輝け! 主婦バンド FOUR RIVERS スモーク・オン・ザ・ウォーター2009』とのコラボCM
- 京楽産業. 日本爽快よしもとお笑いキャラバン～世直しの旅～（2010年）
- 地盤ネットホールディングス「JIBUN no JIBAN」（2016年 - 2017年）
- RIZAP「エド・はるみ宣言篇」（2017年1月）、「BAエド・はるみ篇」（2017年4月 - ）

### PV
- 『I AM YOUR SINGER』 サザンオールスターズ （2008年、ビクタータイシタレーベル）
- 『いいくらし』 チームしゃちほこ （2014年、ワーナーミュージック・ジャパンアンボルデレーベル）

## 作品

### CD
- グーグー Sun バ!（2008年8月27日）
  - 作詞：エド・はるみ、作曲：サイトウヨシヒロ、編曲：日暮和広
  - オリコン最高171位、ロート製薬「ロートクール40α」CMソング

### DVD
- グーグー体操（2008年6月25日） - エド・はるみとメタボシスターズ名義

### 著書
- 成人式は二度終えております（2008年9月3日、ヨシモトブックス）ISBN 978-4847017803
- 30日で人生を変えるマナーの本（2010年4月8日、ジョルダン）ISBN 978-4915933240
- ネガポジ反転で人生が楽になる（2018年10月16日、日経BP）ISBN 978-4822258986